# Max Amyl
Max Amyl est un acteur français, né Max Gabriel Emmanuel Louis Chiapale le 11 mai 1921 à Marseille, Bouches-du-Rhône, et mort le 2 mars 1982 à Limoges (Haute-Vienne).

## Filmographie

### Cinéma
- 1947 : Inspecteur Sergil de Jacques Daroy
- 1948 : Une belle garce de Jacques Daroy
- 1948 : Si ça peut vous faire plaisir de Jacques Daniel-Norman : le garçon d'étage de l'hôtel
- 1951 : Seul dans Paris d'Hervé Bromberger
- 1953 : Les Lettres de mon moulin de Marcel Pagnol
- 1953 : Les Révoltés de Lomanach de Richard Pottier
- 1954 : Marchandes d'illusions de Raoul André
- 1954 : Napoléon de Sacha Guitry
- 1955 : Les Aristocrates de Denys de La Patellière
- 1955 : Je suis un sentimental de John Berry : un journaliste
- 1955 : Pas de pitié pour les caves d'Henry Lepage
- 1956 : La Roue d'André Haguet
- 1957 : À pied, à cheval et en voiture de Maurice Delbez : un vendeur de voitures d'occasion
- 1957 : Sénéchal le magnifique de Jean Boyer : le majordome de la princesse
- 1958 : Bouche cousue de Jean Boyer
- 1958 : Classe tous risques de Claude Sautet
- 1958 : Quai du point du jour de Jean Faurez
- 1958 : Rue des prairies de Denys de La Patellière : un inspecteur
- 1960 : Les Mordus de René Jolivet
- 1960 : Au cœur de la ville de Pierre Gautherin
- 1961 : Le Puits aux trois vérités de François Villiers
- 1963 : Le Bon Roi Dagobert de Pierre Chevalier : le père supérieur
- 1963 : Cherchez l'idole de Michel Boisrond
- 1963 : Les Femmes d'abord de Raoul André : Le motard de la gendarmerie
- 1963 : Bébert et l'Omnibus d'Yves Robert : Un conducteur de train
- 1963 : La Cuisine au beurre de Gilles Grangier : Un journaliste
- 1964 : La Bonne Occase de Michel Drach - dans le sketch : Les belles conduites
- 1964 : Cherchez l'idole de Michel Boisrond : Un peintre
- 1964 : La Vieille Dame indigne de René Allio
- 1964 : L'Âge ingrat de Gilles Grangier : Le concierge de l'hôtel
- 1965 : La Bourse et la Vie de Jean-Pierre Mocky : le patron de l'épicerie
- 1965 : Monnaie de singe d'Yves Robert
- 1965 : Paris au mois d'août de Pierre Granier-Deferre
- 1966 : Sale temps pour les mouches de Guy Lefranc
- 1966 : L'Homme à la Buick de Gilles Grangier : Un agent de mairie
- 1966 : Les malabars sont au parfum de Guy Lefranc : le pompiste
- 1967 : Des garçons et des filles d'Étienne Périer
- 1967 : Le Grand Bidule de Raoul André
- 1968 : Salut Berthe de Guy Lefranc : le concierge de l'hôtel
- 1968 : Sous le signe du taureau de Gilles Grangier : le commissaire de Rouen
- 1969 : Les Choses de la vie de Claude Sautet : le curé
- 1969 : Heureux qui comme Ulysse d'Henri Colpi : Pascal
- 1969 : Une veuve en or de Michel Audiard : « le Pierrot »
- 1970 : L'Ardoise de Claude Bernard-Aubert : le gardien chef
- 1971 : Les Galets d'Étretat de Sergio Gobbi
- 1971 : Un cave de Gilles Grangier : L'avocat
- 1972 : Galaxie de Maté Rabinovsky : Un secrétaire d'état
- 1972 : L'Affaire Dominici de Claude Bernard-Aubert : l'avocat
- 1972 : La Belle Affaire de Jacques Besnard : l'Arlésien
- 1972 : Boubou-cravate de Daniel Kamwa (court-métrage)
- 1973 : L'Affaire Crazy Capo de Patrick Jamain
- 1973 : La Planète sauvage de René Laloux (dessin animé) : voix seulement
- 1974 : C'est pas parce qu'on a rien à dire qu'il faut fermer sa gueule de Jacques Besnard : l'agent de police
- 1976 : Madame Claude de Just Jaeckin : le prince
- 1977 : Haro ! de Gilles Béhat
- 1977 : La Machine de Paul Vecchiali : un officiel
- 1979 : Simone Barbès ou la vertu de Marie-Claude Treilhou : le légionnaire
- 1980 : On n'est pas des anges... elles non plus de Michel Lang : le maître d'hôtel

### Télévision
- 1960 : On roule à deux (téléfilm)
- 1960 : Cyrano de Bergerac (téléfilm) : l'officier espagnol
- 1960, 1963-1964 : La caméra explore le temps (série télévisée) : Laugnac / Le domestique / Comte Hoyos
  - 1964 : La Terreur et la Vertu : Danton - Robespierre de Stellio Lorenzi : Legendre
- 1961 : L'Amour des trois oranges (téléfilm) : Bringhella
- 1962 : L'inspecteur Leclerc enquête de Pierre Badel (série télévisée) : le rédacteur en chef
- 1963 : Janique Aimée, de Jean-Pierre Desagnat (série télévisée) : François Gauthier
- 1965 : Chambre à louer (série télévisée)
- 1966 : Le train bleu s'arrête 13 fois de Michel Drach (série télévisée) : le caissier
- 1966 : Beaumarchais ou 60000 fusils (téléfilm) : Constantini
- 1966-1977 : Les Cinq Dernières Minutes, de Claude Loursais et Guy Lessertisseur (série télévisée) : Philippe Landry / Maxime Grugiru / Meesémée
- 1967 : La Marseillaise de Rude (téléfilm)
- 1967 : L'Affaire Lourdes (téléfilm) : commandant Renault
- 1968 : Cinq jours d'automne de Pierre Badel (téléfilm)
- 1968 : La Prunelle (série télévisée)
- 1968, 1972-1973 : Au théâtre ce soir (série télévisée) : Bernard / Alfred / Henri / Louis Andrieu
- 1969 : Le Curé du village (téléfilm) : Un bourgeois de Limoges
- 1970 : Le Chien qui a vu Dieu (téléfilm) : Silvestro
- 1971 : Aux frontières du possible (série télévisée) : Costellani
- 1972 : Irma la douce (téléfilm) : le commissaire
- 1972 : Les Rois maudits (série télévisée) : le visiteur général
- 1973 : Ton amour et ma jeunesse (série télévisée) : le commissaire
- 1973 : Le Masque aux yeux d'or (téléfilm) : un diplomate
- 1973 : L'Éloignement (série télévisée) : le client furieux
- 1973 : Karatekas and co (série télévisée) : l'ingénieur
- 1973 : Arsène Lupin (série télévisée) : le patron du journal
- 1974 : Une affaire à suivre d'Alain Boudet (téléfilm) : Bremond
- 1974 : Amoureuse Joséphine (téléfilm) : Bausset
- 1974 : Un matin de juin 40 (téléfilm) : l'officier de l'état-major
- 1974 : Président Faust de Jean Kerchbron
- 1974 : Faites entrer M. Ariman (téléfilm) : le médecin
- 1975 : Une Suédoise à Paris (série télévisée) : M. Jarras
- 1975 : N'oubliez pas que nous nous aimons (téléfilm) : M. Purdy
- 1975 : Le Secret des dieux (série télévisée) : col. Clayton
- 1975 : La Porte du large (téléfilm) : Maupré
- 1975 : La Mort d'un touriste d'Abder Isker (série télévisée) : Antoine Colat
- 1975, 1977 et 1982 : Les Brigades du Tigre, de Victor Vicas (série télévisée) : Dr Carpentin / gén. Lyautey / Flamant
- 1976 : Erreurs judiciaires (série télévisée) : le concierge
- 1976 : L'Homme d'Amsterdam (série télévisée) : Levy
- 1976 et 1979 : Commissaire Moulin (série télévisée) : le juge / le préfet
- 1977 : L'Homme au masque de fer (téléfilm) : André
- 1977 : Attention chien méchant de Bernard-Roland (téléfilm)
- 1978 : Les Folies Offenbach, épisode Les Bouffes Parisiens de Michel Boisrond
- 1978 : Émile Zola ou la Conscience humaine (série télévisée) : Mouquin
- 1978 : À l'ombre d'un soupçon (téléfilm) : Olivier
- 1978 : Le Temps des as (série télévisée) : le général
- 1979 : Le Facteur de Fontcabrette (téléfilm) : Feraud
- 1979 : Le Destin de Priscilla Davies (téléfilm) : Mr. Brood
- 1979 : Par-devant notaire de Jean Laviron (téléfilm) : Pierre
- 1980 : Les Dossiers de l'écran (série télévisée) : Athelin
- 1980 : Les Dossiers éclatés (série télévisée) : le procureur
- 1980 : Jean sans terre (téléfilm) : l'ordonnateur
- 1980 : La Grossesse de Madame Bracht (téléfilm) : Marie Daude
- 1980 : Julien Fontanes, magistrat (série télévisée) : Arleuf
- 1980 : L'Aéropostale, courrier du ciel (série télévisée) : maréchal Lyautey
- 1980-1982 : L'Île aux enfants (série télévisée) : M. Beauchêne
- 1981 : Un chien de saison (téléfilm) : le vieux monsieur
- 1982 : Les Grands Ducs (téléfilm) : le client du restaurant

## Théâtre
- 1959 : Le Vélo devant la porte adaptation Marc-Gilbert Sauvajon d'après Desperate Hours de Joseph Hayes, mise en scène Jean-Pierre Grenier, théâtre Marigny
- 1961 : L'Express-liberté de Lazare Kobrynski, mise en scène de l'auteur, Odéon-Théâtre de France
- 1962 : Édouard, mon fils de Robert Morley et Noel Langley, mise en scène Maurice Guillaud, théâtre Montansier
- 1965 : La Voyante d'André Roussin, mise en scène Jacques Mauclair, théâtre des Célestins
- 1966 : Marc-Aurèle a disparu de Jean Le Marois, mise en scène Jacques Ardouin, théâtre Charles de Rochefort
- 1971 : Le Septième Commandement : Tu voleras un peu moins... de Dario Fo, mise en scène Jacques Mauclair, théâtre national de l'Odéon
- 1972 : Le Septième Commandement : Tu voleras un peu moins... de Dario Fo, mise en scène Jacques Mauclair, tournée